# Allosauroidea
Allosauroidea je početný a vývojově významný monofyletický klad teropodních dinosaurů, zahrnující tři čeledi: Allosauridae, Carcharodontosauridae a Sinraptoridae.

## Popis
Alosauroidi byli menší až obří draví dinosauři, žijící v období před asi 170 až 85 miliony let. Většina druhů měla prakticky stejnou tělesnou stavbu, tedy chůzi po dvou silných a dlouhých zadních nohách, dále kratšími, ale relativně silnými předními končetinami s mohutnými drápy, a s velkými až obřími hlavami. Obvykle se jednalo o aktivní predátory, podle některých hypotéz se ale zástupci, jako byl samotný Allosaurus, mohli živit přednostně mršinami.

## Vývoj kladu
Nejstarším známým alosauroidním dinosaurem je patrně Sinraptor dongi z čeledi Sinraptoridae, jenž žil před přibližně 167,7-155,7 miliony let (střední až pozdní jura, geologické věky bathon, callov, oxford). Geologicky nejmladším je pak druh Giganotosaurus carolinii z turonských sedimentů (starých přibližně 93,5-89,3 milionů let) pozdní křídy Argentiny. Ještě mladší však může být druh Megaraptor namunhuaiquii, taktéž z Argentiny, který žil před přibližně 93,5-85,8 miliony let (věky turon a coniak). Jeho pozice mezi alosauroidními teropody je však stále otázkou diskuzí. Zhruba stejné stáří (střední coniak, asi před 88 miliony let) má také fosilní část holenní kosti neznámého alosauroida, objeveného v sedimentech souvrství Sierra Barrosa v argentinské Patagonii.
Potenciálně nejstarším známým alosauroidem může naopak být středně jurský argentinský druh Asfaltovenator vialidadi, formálně popsaný v roce 2019.

## Definice
Nadčeleď Allosauroidea v současné době nemá dostatečně vyhovující definici. Sereno (2005) je definoval jako „nejrozsáhlejší klad zahrnující druh Allosaurus fragilis, vyjímaje druh Passer domesticus“ (vrabec domácí). Sereno zde však zakládá synonymiku kladů Allosauroidea a Carnosauria. Definice Holtze a kol. (2004) je více v souladu se současným pohledem na fylogenezi karnosaurů (a obecně tetanur) a zakládá, že k nadčeledi Allosauroidea patří „Allosaurus fragilis, Sinraptor dongi, jejich nejbližší příbuzní a všichni jejich potomci“. Přesná definice by však dle současných poznatků měla zahrnovat i zástupce čeledi Carcharodontosauridae.

## Klasifikace
K nadčeledi Allosauroidea v současné době patří 13 validních rodů (16-17 validních druhů) z 3 čeledí:

### Allosauridae
K čeledi Allosauridae patří rody Allosaurus (druhy A. fragilis, A. atrox, A. europaeus a A „jimmadseni“), Antrodemus (druh A. valens), který však může být starším synonymem rodu Allosaurus (nicméně vzhledem k fragmentárnímu stavu materiálu by měl přednost Allosaurus) a Saurophaganax (druh S. maximus, který také může být druhem rodu Allosaurus - A. maximus). Někteří autoři zde ještě řadí rody Acrocanthosaurus a Neovenator. Jiní tyto rody řadí k čeledi Carcharodontosauridae.
K této čeledi mohou patřit také pozůstatky (nekompletní lebka; možná další fosílie), jež nesou prozatímní název „Madsenius trux“. V současné době by měl na jeho popisu pracovat americký paleontolog Robert T. Bakker. Stejný případ je „Wyomingraptor“, jehož neoficiální jméno se objevilo v Bakkerově článku Dr. Bob's Dinofacts z roku 1997. Veškeré známé údaje jsou založené na nekompletní fosilii mladého jedince teropodního dinosaura (snad allosaurida) z Morrisonovy formace na území Wyomingu.

### Sinraptoridae
K čeledi Sinraptoridae patří rody Sinraptor (druhy S. dongi a S. hepingensis), Metriacanthosaurus (druh M. parkeri a možná i dosud nejistý M? „reynoldsi“) a Yangchuanosaurus (druh Y. shangyouensis). Někteří autoři sem ještě řadí rod Szechuanosaurus. Ten je však velmi fragmentární a může se jednat o zástupce linie ceratosaurů.

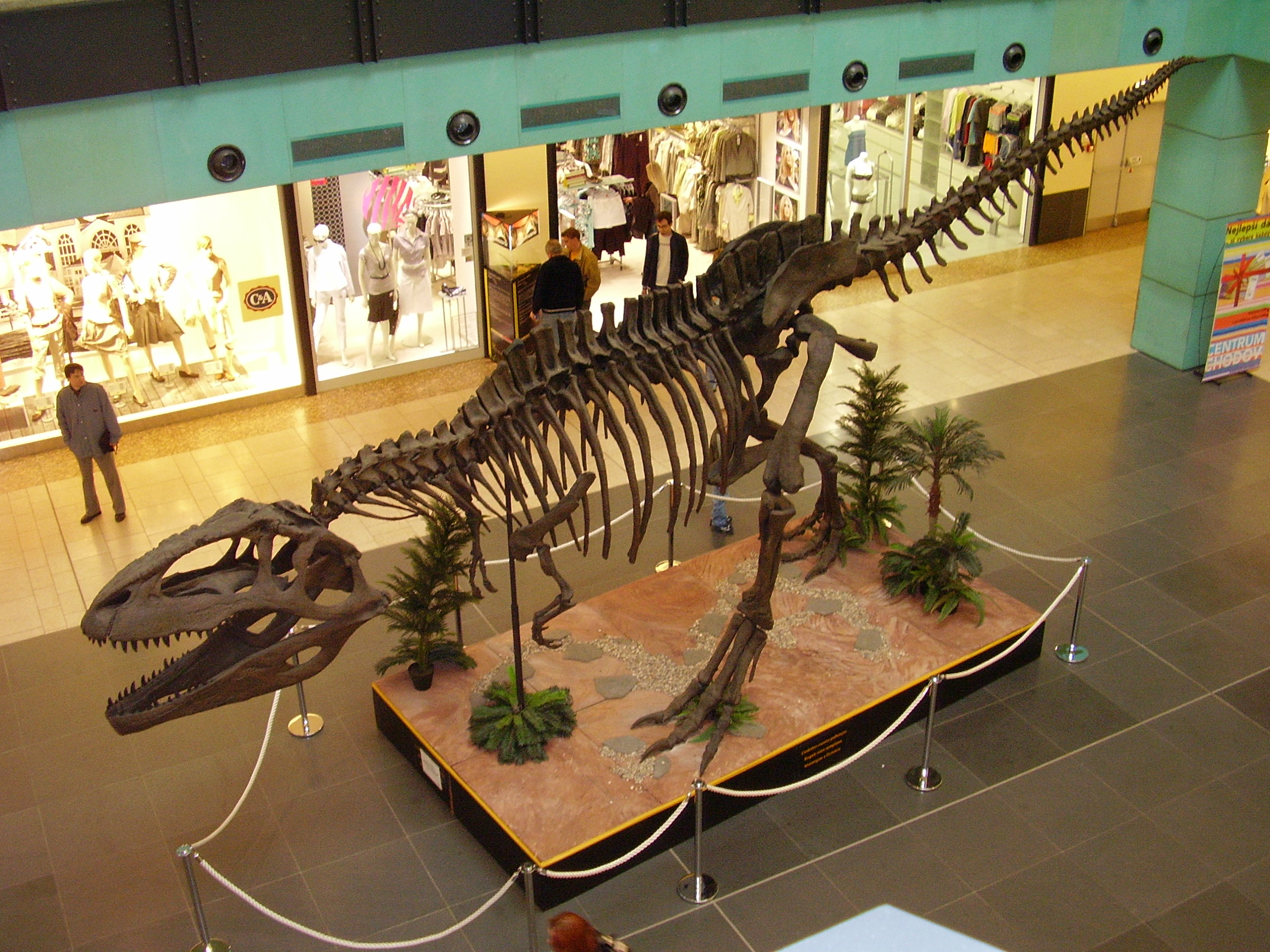
Replika kostry giganotosaura, zástupce čeledi karcharodontosauridů.

### Carcharodontosauridae
Ke karcharodontosaurovitým patří největší dosud dobře známí draví teropodi. Patří sem rody Neovenator (druh N. salerii, který je však některými autory řazen k allosauridům), Acrocanthosaurus (druh A. atokensis, taktéž některými řazen k allosauridům), Carcharodontosaurus (druhy C. saharicus a C. iguidensis, který se od C. saharicus liší zejména stavbou lebky), Giganotosaurus (druh G. carolinii), Tyrannotitan (druh T. chubutensis), Mapusaurus (druh M. roseae) a Eocarcharia (E. dinops).
Giganotosaurus a Mapusaurus jsou pak samostatně řazeni do tribu Giganotosaurini v rámci podčeledi Carcharodontosaurinae (kam kromě těchto dvou rodů patří ještě rod Carcharodontosaurus). S délkou kolem 13 metrů a hmotností nad 6 tun patřili tito teropodi k největším známým dravým dinosaurům vůbec.

## Fylogeneze
Převzato z The Theropod Database (po Coria & Currie, 2006). Další úpravy na základě práce Sereno & Brusatte, 2008.
```
Allosauroidea

|*-
Becklespinax
 altispinax
|*-
Megaraptor
 namunhuaiquii
|*-
Sigilmassasaurus
 brevicollis
|-
Sinraptoridae

|  |*-
Metriacanthosaurus
 parkeri
|  |*?Metriacanthosaurus? "reynoldsi"
|  |-
Yangchuanosaurus
 shangyouensis
|  `--+--
Sinraptor
 dongi
|     `--
Sinraptor
 hepingensis
|-
Carcharodontosauridae

|  |-
Neovenator
 salerii
|  `--+--+--
Acrocanthosaurus
 atokensis
|     |  `--
Eocarcharia
 dinops
|     `--+?-"Megalosaurus" inexpectatus
|        `--
Carcharodontosaurinae

|           |-
Carcharodontosaurus
 saharicus
|           `--
Giganotosaurini

|              |-
Mapusaurus
 roseae
|              `--
Giganotosaurus
 carolinii
`--
Allosauridae

   |*-
Antrodemus
 valens
   |*?"Madsenius trux"
   |*-
Saurophaganax
 maximus
   |*-"Wyomingraptor"
   |-
Allosaurus
 "jimmadseni"
   `--+--
Allosaurus
 atrox
      |-
Allosaurus
 fragilis
      `--
Allosaurus
 europaeus
```

## Allosauroidea vs. Carnosauria
Tento monofyletický klad je některými autory (např. Serenem) považován za synonymum pro Carnosauria. Důvodem má být historický polyfyletismus a absence karnosaurů neklasifikovaných k nadčeledi Allosauroidea. Pakliže se prokáže, že mají oba klady totožné podtaxony, přednost získá starší taxon a tedy Allosauroidea. V současné době však Carnosauria zahrnuje minimálně 2 podtaxony nezařazené k Allosauroidea - rody Fukuiraptor a Monolophosaurus.

### Vědecké studie
- Currie, P. J., and X. Zhao. (1993). A new carnosaur (Dinosauria, Theropoda) from the Upper Jurassic of Xinjiang, People's Republic of China. Canadian Journal of Earth Sciences 30:2037-2081.
- Holtz, T. R., Jr. and Osmólska H. (2004). Saurischia; pp. 21-24 in D. B. Weishampel, P. Dodson, and H. Osmólska (eds.), The Dinosauria (2nd ed.), University of California Press, Berkeley.
- Sereno, P. C. (1997). The origin and evolution of dinosaurs. Annual Review of Earth and Planetary Sciences 25:435-489.
- Sereno, P. C. (1998). A rationale for phylogenetic definitions, with application to the higher-level taxonomy of Dinosauria. Neues Jahrbuch für Geologie und Paläontologie Abhandlungen 210:41-83.
- Sereno P. C. & Brusatte, S. L. (2008). Basal abelisaurid and carcharodontosaurid theropods from the Lower Cretaceous Elrhaz Formation of Niger. Acta Palaeontologica Polonica 53 (1): 15-46.